# Dimostrazione mediante doppio conteggio
Una dimostrazione mediante doppio conteggio è un genere di dimostrazione utilizzata in combinatoria che ha come scopo una uguaglianza di due espressioni enumerative che forniscono la cardinalità di un insieme finito X e consiste in due diversi modi di contare gli elementi di tale insieme. I due modi di contare riguardano due diverse prospettive per l'organizzazione dell'insieme X, oppure due diversi procedimenti per costruirlo, oppure due diversi percorsi per visitarlo (cioè per passare su tutti e suoi elementi una sola volta).